# Glorija (optika atmosfere)
Glorija (lat. gloria: slava) je optička pojava koja se vidi kao jedan ili više obojenih prstena na gornjoj površini oblaka. Nastaje na dijelu neba suprotno od dijela na kojem se nalaze Sunce ili Mjesec. Posljedica je ogiba svjetlosti na kapljicama vode. Može se opaziti na rosi i na magli, ali vrlo rijetko.
Glorije se prikazuje kao niz spektralnih prstenova (do 5) s crvenom bojom na vanjskoj strani, a zapaža se na površini oblaka ili magle na suprotnoj strani od Sunca ili Mjeseca. Središte tih prstenova nalazi se na produženju linije koja spaja Sunce i promatrača. Te se pojave zapažaju najčešće u planinama, kod dosta niskog položaja Sunca i kod leta zrakoplova kad se oko sjene aviona, odnosno glave motritelja, zapažaju obojeni prstenovi. Ako promatrač stoji na planinskoj stijeni u takvim uvjetima, a njegova sjena pada na oblak, tada je sjena okružena vijencima (takozvani Brockenski spektar).
Kod tankih oblaka (obično cirusa ili altokumulusa) zapažaju se katkada irizirajući dijelovi sedefastih boja, koji se dosta brzo mijenjaju. I ta je pojava posljedica ogiba svjetlosti, bilo na kapljicama, bilo na kristalićima leda, i na većim udaljenostima od Sunca, odnosno Mjeseca (i do 20°, pa i više).

## Slike
- Sunčeva glorija (San Francisco, Kalifornija, SAD).
- Glorija s više prstenova.
- Glorija oko sjene helikoptera.
- Glorija na sjeni zrakoplova.

## Vanjske poveznice
|  | Zajednički poslužitelj ima još gradiva o temi Glorija (optika atmosfere) |